# جورجينا أونوها
جورجينا أونوها (بالإنجليزية: Georgina Onuoha)‏ هي مُمثلة وعارضة أزياء وشخصية تلفزيونية نيجيرية. وُلدت جورجينا في 29 سبتمبر في ولاية أنمبرة في نيجيريا. رُشحت جورجينا سنة 2007 للتنافس على نيل جائزة الأكاديمية الأفريقية للأفلام لأفضل ممثلة في دور مساعد عن دورها في فيلم «مُغامرة سرية» (بالإنجليزية: Secret Adventure)‏.

## روابط خارجية
جورجينا أونوها على موقع IMDb (الإنجليزية)